# Дробишів
Дробиші́в —  село в Україні, у Новгород-Сіверській міській громаді Новгород-Сіверського району Чернігівської області. Населення становить 191 осіб. До 2020  орган місцевого самоврядування — Команська сільська рада. 

## Історія
Хутір виник на землях дробишівських міщан, рідних братів Петра й Тимоша Левоновичів  опісля її продажі 21 травня 1700 р. за 30 талерів попу Федору Короткому, пресвітеру Воскресенської церкви в Новгородку. У 1710 р. піп Федір прикупив за 50 рублів у дробишівського жителя Михайла Батюхи ще й вапняний завод, розташований неподалік хутора на горі над Десною. У 1714 р. піп купив за 159 золотих в удови хорунжого Стародубського полку Зіновії Опанасівни млин на річці Вовчес.
Потім вже син Федора, теж піп Воскресенської церкви, Іван Короткевич прикупив землі навколо свого Дробишівського хутора: у 1722 р. – в дробишівського жителя Гаврила Борисенка за 40 золотих, у 1724 р. – в дробишівської козачки Ганни Гарбузихи та її сина Андрія за поминки чоловіка, у 1729 р. – в дробишівського пана козака Гарбуза. 
Далі хутірські володіння збільшив військовий товариш Григорій Короткевич купівлею грунтів: у 1760 р. – в новгородського міщанина Фоми Гойського 24 нивки біля деревні Араповичі; – у 1764 р. в священика новгородської Воскресенської церкви Павла Зеленченка 4 нивки біля Путивської дороги в урочищі Чистого Кургана. Також Григорій Короткевич придбав ще два сінокоси: у 1759 р. – в  погрібського козака Ігната Мальченка (біля Спольного озера); у 1764 р. – в вікарія Соборної новгородської церкви Григорія Мазура (біля Глибокого озера).
За відомостями Генерального опису Гетьманщини від 3 листопада 1768 р. у Дробишівському хуторі, розташованому над рікою Десною за 88 верст від полкового міста Стародуба та за 7 верст від сотенного міста Новгородка, було два двори. У першому дворі, приналежному військовому товаришу Григорію Короткевичу, служителями були родини: Захара Стефанова, дробишівського козачого сина (4 душі); Михайла Кардодія, дробишівського посполитого  (4 душі); та двоє посполитих – Федір Рухля з містечка Коропа та  Лук’ян Бугай з села Остроушки. У другому дворі, що належав новгородському наміснику протопопу Антону Короткевичу, служителями були родини: Стефана Санжари, посполитого з села Чулатова (4 душі); Семена Буцика, козака з деревні Араповичі (4 душі); Лук’яна Іпатієва, козака з деревні Некрасове Глухівської сотні (4 душі).  
При кожному дворі була своя винокурня. На винокурні військового товариша горілку цідили як влітку, задіяв півтора котла, так і взимку, задіяв усі три котли, загалом виціджували за рік 10 кухов (400 відер) й більше. На винокурні протопопа горілку цідили тільки взимку, задіяв два котли, виходило 5 кухов (200 відер). Горілку продавали кухвами (40 відер) та насадками різним охочим людям. Зерно (хліб) для винокурні вживали свій, тобто вирощений на приналежних Дробишівському хутору 63 нивках в урочищах: Березняк, Бинда, Бурна, Восекор, Гарбузівське, Город, Гуртове, Двірська Дорога, Двоє Гоней з Лощини, Довгенька, Під Араповичі, Під Дубом, Під Грушкою, Під Гуткою, Камень, Короповська Дорога, Коловорот, Комонське Поле, Колосківська, Кривенька, Кругленька, Купелі, Маленька, Нива Дем’яна Гришкова, Обаполок, Пеньки, Половинков Курган, Троє Гоней, Царина, Шкелев Клин, Шкурков Рів, Шпиль, Штани.
Дров’яний ліс Короткевичів був на горі біля їхнього хутірського двору – березняк, довжиною у 200 аршин (140 м), шириною у 30 сажнів (60 м). 
Усі 10 сінокосів Короткевичів були в десняському лузі на урочищах: Берегова, Вихоль, Млинок, Коропа, Трості, Гало, Мостище, Безбородське,  Ольхи, Калинки.
У опису дробишівських володінь військового товариша Григорія Короткевича за 1768 р. значяться на першому місці рибні ловлі – три озера Спаське, Вихоль та Спольне. Озеро Спаське вже тоді майже зовсім «занесло землею з гори та й риба ловилася в ньому тільки по весні й то дуже мало». Судячи за назвою Спаське озеро споконвіку належало Новгород-Сіверському Спаському монастирю. Наносна земля з гори поглинула його разом з палеолітичною стоянкою, яка удвічі давніша за всесвітньовідому Мізинську палеолітичну стоянку мисливців на мамонтів 20-тисячної данини.
Озеро Вихоль, якщо подивитися на нього з гори, нагадує своїми пасмами вихор. Риба в ньому та в сусідньому Спольному озері ловилася три століття тому різна у великій кількості. Вона вживалася «единственно» для Короткевича, а не на продаж. Тобто ніякого зиску, крім щоденної рибної юшки Короткевич з озер не мав. Проте піддані Короткевича та ще селяни Ображіївки та хутора Опанасівки не щодня вживали юшку та рибу зі спільного для них озера. Навколо Вихолю та Спольного були найкращі сінокоси дробишівців. У Короткевича нараховувалося лише 5 сінокосів на 34 вози сіна – в урочищі Туровня на 3 вози; – поряд з Туровнею у Далекого Мостища до Пирогівського лугу на 6 возів: – Калинки на 7 возів: – поряд над Спольним озером на 8 возів; – за Переходом на 10 возів. Найбільший сінокіс на 200 возів сіна знаходився в урочищі За Вихолю, яким «нахально завладено Чернігівською катедрою», тому Короткевич судився з чернігівськими монахами, про що правдиво вказав у опису 1768 р. 
12 червня 2020 року, відповідно до розпорядження Кабінету Міністрів України № 730-р «Про визначення адміністративних центрів та затвердження територій територіальних громад Чернігівської області», увійшло до складу Новгород-Сіверської міської громади.
19 липня 2020 року, в результаті адміністративно - територіальної реформи та ліквідації колишнього Новгород-Сіверського району, село увійшло до новоствореного Новгород-Сіверського району Чернігівської області.

## Цікаві факти
У придеснянському Дробишеві ніколи не було церкви, проте посеред села є урочище Церковище. Дробишівці кажуть, що саме там на крутій горі Церков’є стояла церква, що провалилася під землю й археологи хотіли її відкопати, але вона занадто заглибилася. Справді, за даними археологів, ще дві с половиною тисячі років тому на Церковній горі було зведено городище – фортеця, вали якої збереглися й донині. Там до побудови городища стояла священна дубина, де землероби молилися, просили в неба гарної погоди для врожаю. 